# Аборты на Мальте
Де-юре аборты на Мальте незаконны. Мальта является единственной страной в Европейском союзе, в которой аборты полностью запрещены. Тем не менее, как и в других европейских странах, фактическое положение отличается от точной буквы закона.
Статья 241 Уголовного кодекса гласит:

«(1) Любой, кто с помощью любой пищи, питья, с помощью медицинских средств, или насилия, или любыми другими средствами, доведёт до выкидыша любую женщину с ребёнком, с согласия женщины или без него, должен, в случае признания вины, нести ответственность в виде лишения свободы на срок от 18 месяцев до трёх лет»; и
«(2) То же наказание присуждается любой женщине, которая производит себе выкидыш, или кто бы согласился на использование средств, с помощью которых осуществляется выкидыш.»
Оригинальный текст (англ.)(1) Whosoever, by any food, drink, medicine, or by violence, or by any other means whatsoever, shall cause the miscarriage of any woman with child, whether the woman be consenting or not, shall, on conviction, be liable to imprisonment for a term from eighteen months to three years. (2) The same punishment shall be awarded against any woman who shall procure her own miscarriage, or who shall have consented to the use of the means by which the miscarriage is procured.

Если жизнь женщины находится под угрозой из-за беременности, абортивные процедуры могут быть выполнены на мальтийской территории без последствий. Такое происходит также в случаях инцеста и изнасилования. В недавнем случае, например, департамент полиции был уве́домлен работниками Mater Dei Hospital, что гинеколог и профессор университета совершили химический аборт, чтобы предотвратить у матери рецидив рака, который мог быть вызван гормональными изменениями, обычными для беременности. Никаких действий в отношении данного случая департаментом полиции предпринято не было. Департамент полиции сохраняет юридическую возможность выдвигать обвинения за уголовные преступления так, как они считают нужным.
Тонио Борг, мальтийский политик, пытался продвинуть конституционную поправку, полностью запрещающую аборты, что не увенчалось успехом.